# Eurybia saxicastellii
Eurybia saxicastellii là một loài thực vật có hoa trong họ Cúc. Loài này được (J.J.N.Campb. & Medley) G.L.Nesom mô tả khoa học đầu tiên năm 1995.